# ФК Викторија Франкфурт на Одри
Франкфуртски ФК Викторија је био фудбалски клуб из Франкфурта на Одри, Немачка. Клуб је основан 1951. у Лајпцигу као војни клуб Форвертс, од 1953. до 1971. је играо у Берлину, док је 1971. премештен у Франкфурт на Одри.

## Историја
Једна од карактеристика источнонемачког фудбала након Другог светског рата, под Совјетском окупацијом и социјалистичким режимом Источне Немачке, била је спремност власти да манипулише клубовима на разне начине због политичких или других разлога. Клуб је основан 2. августа 1951. у Лајпцигу као Форвертс Лајпциг. Године 1953. клуб је премештен у Источни Берлин и преименован у ЗСК Форвертс Берлин (ZSK Vorwärts Berlin). Октобра 1956. преименован је у ЗАСК Форвертс Берлин, а у фебруару 1957. у АСК Форвертс Берлин.
Од сезоне 1954, клуб је започео серију успеха која је укључивала Куп Источне Немачке те године, титуле у Првој лиги Источне Немачке 1958, 1960, 1962. и 1965, док је 1957. и 1959. завршио као вицепрвак.
Клупски успеси су настављени и након што је клуб поново преименован, сада у ФК Форвертс Берлин 1966. године. Форвертс је освојио још две титуле (1966, 1969), 1970. освојио други трофеј Купа, а исте године првенство је завршио на другом месту. Кроз цео период између 1951. и 1971. клуб је играо у Првој лиги Источне Немачке. У том период је имао шест учешћа у Купу европских шампиона и два у Купу победника купова, а најбољи резултати су четвртфинала Купа шампиона 1969/70. и Купа победника купова 1970/71.
Године 1971. клуб је поново премештен, овај пут из престонице у Франкфурт на Одри на Немачко-Пољској граници, да би заменио локални клуб Динамо (SG Dynamo), спонзорисан од тајне полиције, који је тада угашен. Форверст је имао успешан период и осамдесетих година 20. века, када је 1983. био вицепрвак и 1981. играо финале Купа, а такође је одиграо и четири сезоне у УЕФА купу.
Клуб је након уједињена Немачке 1990 избрисао своје везе са војском и постао ФК Викторија Франкфурт на Одри. Након финансијских проблема и реорганизације 1992. године, клуб је преименован у Франкфуртски ФК Викторија (Frankfurter FC Viktoria; FFC Viktoria 91). У раним 1990-им клуб је одиграо неколико сезона у трећем рангу, а затим је пао до четвртог и петог ранга. Од 2007. Викторија је играла у Бранденбуршкој лиги (6. лига), пре него што се 1. јула 2012. спојила са МСВ Ајнтрахт Франкфурт и формирала 1. ФК Франкфурт.

## Успеси

### Национални
- Прва лига Источне Немачке:

Првак (6): 1958, 1960, 1962, 1965, 1966, 1969.
Вицепрвак (4): 1957, 1959, 1970, 1983.
- Куп Источне Немачке:

Освајач (2): 1954, 1970.
Финалиста (3): 1956, 1976, 1981.

### Међународни
- Куп европских шампиона:

Четвртфинале (1): 1969/70.
- Куп победника купова:

Четвртфинале (1): 1970/71.

## Форвертс у европским такмичењима
| Форвертс Берлин         | Форвертс Берлин         | Форвертс Берлин         | Форвертс Берлин                                  | Форвертс Берлин          | Форвертс Берлин         | Форвертс Берлин |
| Сезона                  | Такмичења               | Коло                    |                                                  | Клуб                     | Резултат                | УЕФА коеф.      |
| ----------------------- | ----------------------- | ----------------------- | ------------------------------------------------ | ------------------------ | ----------------------- | --------------- |
| 1959/60.                | Куп европских шампиона  | Кв.                     | Енглеска                                         | Вулверхемптон вондерерси | 2:1, 0:2                | 2.0             |
| 1960/61.                | Куп победника купова    | Кв.                     | Чехословачка                                     | Црвена звезда Брно       | 2:1, 0:2                | 2.0             |
| 1961/62.                | Куп европских шампиона  | Кв.                     | Северна Ирска                                    | Линфилд                  | 3:0, - 1                | 2.0             |
|                         |                         | 1. коло                 | Шкотска                                          | Ренџерс                  | 1:2, 1:4                | 2.0             |
| 1962/63.                | Куп европских шампиона  | Кв.                     | Чехословачка                                     | Дукла Праг               | 0:3, 0:1                | 0.0             |
| 1965/66.                | Куп европских шампиона  | Кв.                     | Република Ирска                                  | Драмкондра               | 0:1, 3:0                | 2.0             |
|                         |                         | 1. коло                 | Енглеска                                         | Манчестер јунајтед       | 0:2, 1:3                | 2.0             |
| 1966/67.                | Куп европских шампиона  | Кв.                     | Република Ирска                                  | Вотерфорд                | 6:1, 6:0                | 6.0             |
|                         |                         | 1. коло                 | Пољска                                           | Горњик Забже             | 1:2, 2:1, 1:3           | 6.0             |
| 1969/70.                | Куп европских шампиона  | 1. коло                 | Краљевина Грчка                                  | Панатинаикос             | 2:0, 1:1                | 8.0             |
|                         |                         | осмина финала           | Социјалистичка Федеративна Република Југославија | Црвена звезда            | 2:1, 2:3 (гг)           | 8.0             |
|                         |                         | четвртфинала            | Холандија                                        | Фајенорд Ротердам        | 1:0, 0:2                | 8.0             |
| 1970/71.                | Куп победника купова    | 1. коло                 | Италија                                          | Болоња                   | 0:0, 1:1                | 7.0             |
|                         |                         | осмина финала           | Португалија                                      | Бенфика                  | 0:2, 2:0 (гг)           | 7.0             |
|                         |                         | четвртфинале            | Северна Ирска                                    | ПСВ Ајндховен            | 1:0, 0:2                | 7.0             |
| Форвертс Франкфурт      |                         |                         |                                                  |                          |                         |                 |
| 1974/75.                | УЕФА куп                | 1. коло                 | Италија                                          | Јувентус                 | 2:1, 0:3                | 2.0             |
| 1980/81.                | УЕФА куп                | 1. коло                 | Северна Ирска                                    | Белимена јунајтед        | 1:2, 3:0                | 2.0             |
|                         |                         | 2. коло                 | Западна Немачка                                  | Штутгарт                 | 1:5, 1:2                | 2.0             |
| 1982/83.                | УЕФА куп                | 1. коло                 | Западна Немачка                                  | Вердер Бремен            | 1:3, 2:0                | 2.0             |
| 1983/84.                | УЕФА куп                | 1. коло                 | Енглеска                                         | Нотингем форест          | 0:2, 0:1                | 0.0             |
| 1984/85.                | УЕФА куп                | 1. коло                 | Холандија                                        | ПСВ Ајндховен            | 2-0, 0-3                | 2.0             |
| Укупан УЕФА коефицијент | Укупан УЕФА коефицијент | Укупан УЕФА коефицијент | Укупан УЕФА коефицијент                          | Укупан УЕФА коефицијент  | Укупан УЕФА коефицијент | 37.0            |

1 Друга утакмица није одиграна.